# أندريس رودريغيز (عداء سريع)
أندريس رودريغيز (بالإسبانية: Andrés Rodríguez) هو عداء سريع بنمي، ولد في 27 يونيو 1985.

## وصلات خارجية
- أندريس رودريغيز على موقع الاتحاد الدولي لألعاب القوى (الإنجليزية)